# Hanssonhorna
Hanssonhorna är en bergstopp i Antarktis. Den ligger i Östantarktis. Norge gör anspråk på området. Toppen på Hanssonhorna är 1 903 meter över havet.
Terrängen runt Hanssonhorna är kuperad åt sydost, men åt nordväst är den platt.  Trakten är obefolkad. Det finns inga samhällen i närheten. 